# 나기스 파크리
나기스 파크리(Nargis Fakhri, 1979년 10월 20일 ~ )는 미국의 배우, 모델, 영화배우이다.
퀸스에서 태어났다.

## 영화
- 5 웨딩스 (2018년)
- 반조 (2016년)
- 디슘 (2016년)
- 하우스풀 3 (2016년)
- 아즈하르 (2016년)
- 스파이 (2015년) - 리아 역
- 마드라스 카페 (2013년) - 자야 역